# Phytalmia alcicornis
Phytalmia alcicornis är en tvåvingeart som först beskrevs av Saunders 1861.  Phytalmia alcicornis ingår i släktet Phytalmia och familjen borrflugor. Inga underarter finns listade i Catalogue of Life.